# Peter Füssli
Pour les articles homonymes, voir Füssli.
Peter Fuessli ou Peter Füssli, né en 1482 à Zurich où il est mort en 1548, est un mercenaire et homme politique suisse. 

## Biographie
Issu d'une famille de fondeurs de cloches, fondeur de cloche lui-même, il est le frère de Hans Füssli. Capitaine mercenaire en Italie, il prend part aux batailles de Novara (1513) et de Marignan (1515) puis capitaine d'artillerie, participe à la Seconde Guerre de Kappel et fait partie des négociateurs de paix (1531). 
Contrairement à son frère Hans, il n'adhère pas à la Réforme. 
Il est surtout connu pour une Histoire de la guerre civile en Suisse publiée en 1531. Il a aussi laissé une description de son voyage en compagnie d'Ignace de Loyola à Jérusalem en 1523 et un ouvrage sur la chute de Rhodes (1522).